# 頭獎危機！
《頭獎危機！》（英語：Jackpot!）是一部2024年美國動作喜劇片，由保羅·費格執導，羅布·耶斯康比（Rob Yescombe）編劇，奧卡菲娜、約翰·希南和劉思慕主演。劇情講述一名中了樂透頭獎的華裔移民必須與業餘頭獎保鑣聯手，在日落時分領取數十億美元的獎金，但保鑣的競爭對手也想為了傭金而來搶他的工作。
電影2024年8月15日由亞馬遜米高梅工作室透過Prime Video發行。

## 演員
- 奧卡菲娜飾演凱蒂（Katie）
- 約翰·希南飾演諾爾（Noel）
- 劉思慕飾演路易·路易士（Louis Lewis）
- 艾登·梅耶里（Ayden Mayeri）飾演沙迪（Shadi）
- 西恩·威廉·史考特飾演粗獷男
- 多莉·德·萊昂飾演塔拉奶奶（Grandma Tala）
- 唐納·艾利斯·華金斯（Donald Elise Watkins）飾演DJ·唐納（DJ Donald）
- 机关枪凯利飾演他自己

## 製作
2023年3月，亞馬遜工作室宣告製作本片。保羅·費格受聘執導，羅布·耶斯康比（Rob Yescombe）編劇，喬·羅斯、傑夫·克斯奇布、費格和蘿拉·費雪（Laura Fischer）擔任監製，約翰·希南、扎克·羅斯（Zack Roth）和耶斯康比將擔任執行製片人。希南也與奧卡菲娜、劉思慕共同被選為主演。同月晚期，艾登·梅耶里（Ayden Mayeri）、西恩·威廉·史考特、多莉·德·萊昂和唐納·艾利斯·華金斯（Donald Elise Watkins）加入演出陣容。
電影2023年3月展開主要拍攝。

## 外部連結
- 互联网电影数据库（IMDb）上《頭獎危機！》的资料（英文）